# Il postino
Il postino è un film del 1994 diretto da Michael Radford.
Il film è stato l'ultimo interpretato da Massimo Troisi, morto prematuramente poche ore dopo la fine delle riprese, ed è ispirato al romanzo Il postino di Neruda (Ardiente paciencia) dello scrittore cileno Antonio Skármeta.

## Trama
(Pablo Neruda)
Nell'estate del 1952, su un'isola del Sud Italia popolata in buona parte da pescatori, vive Mario Ruoppolo, un giovane figlio di un pescatore vedovo. L'isola, nello stesso periodo, offre asilo politico al famoso poeta cileno Pablo Neruda, perseguitato nel suo Paese a causa delle sue idee comuniste. In occasione di ciò Mario, che proprio non apprezza il dover vivere con la pesca, vede affisso sulla porta dell'ufficio postale dell'isola un annuncio relativo ad un lavoro come postino, rivolto a qualcuno che sappia leggere e possieda una bicicletta; avendo le caratteristiche richieste, si presenta per un colloquio e viene assunto, accettando il posto nonostante il direttore Giorgio Serafini, anche lui comunista, lo avverta che il lavoro sarà faticoso ed il salario piuttosto basso. Serafini spiega a Mario che dovrà consegnare la posta solamente a Neruda, il quale riceve una nutrita corrispondenza; il resto della popolazione è quasi del tutto analfabeta, quindi non riceve e non invia mai posta, motivo per cui fino ad allora non erano mai stati necessari postini sull'isola.
Mario inizia il suo lavoro, consegnando la posta al poeta tutti i giorni, e si meraviglia del gran numero di donne che gli scrivono e dell’ammirazione nutrita per lui. Giorno dopo giorno, Mario rimane sempre più affascinato dal poeta, tanto da comprare un suo libro di poesie che si fa autografare. Tra il poeta ed il postino nasce ben presto una sincera amicizia; i due passeggiano spesso insieme per l'isola e Mario impara a discorrere di poesia e di metafore, con la semplicità propria di un uomo della sua condizione sociale, e si avvicina alle ideologie comuniste, sotto l'influenza del poeta.
Un giorno Mario entra nell'osteria gestita dalla signora Rosa ed incontra Beatrice Russo, la nipote della proprietaria, con la quale tenta senza successo di giocare con il calciobalilla. I due giocano senza parlare e Mario, ammirando la ragazza, se ne innamora subito. La mattina seguente, all'alba, Mario va da Neruda e gli chiede di aiutarlo a conquistare la ragazza, scrivendogli una poesia da dedicarle per farla innamorare. Dopo qualche esitazione, il poeta gli regala un libro per scrivere poesie e, recatosi all'osteria insieme a Mario per conoscere la ragazza, scrive una frase sul libro di Mario, dimostrando così ai presenti e a Beatrice la loro amicizia.
Nei giorni seguenti Mario corteggia Beatrice recitandole le poesie di Neruda e inizia a fare breccia nel suo cuore. La signora Rosa, comprendendo che la nipote le nasconde qualcosa, le chiede spiegazioni e sospetta che l'amore di Mario non sia serio. Un giorno Mario esagera, dedicando a Beatrice una poesia un po' esplicita che Neruda in origine aveva scritto per la moglie Matilde Urrutia. La zia di Beatrice prende il foglio con la poesia e se la fa leggere dal parroco locale; quando ne sente il titolo, Nuda, si arrabbia tantissimo e si dirige da Neruda per sgridarlo ed intimargli di dire a Mario che non dovrà più incontrare Beatrice, altrimenti gli sparerà. La sera stessa Beatrice scappa dalla zia per incontrare di nascosto Mario e i due si fidanzano e si baciano per la prima volta. In seguito Mario e Beatrice decidono di sposarsi e Neruda fa loro da testimone, anche se inizialmente il parroco non era d'accordo essendo il poeta schierato a sinistra, per poi cambiare idea vedendolo pregare in chiesa. Durante il banchetto matrimoniale, Neruda riceve una lettera dal Cile: il mandato d'arresto nei suoi confronti è stato revocato, quindi potrà tornare a casa.
Il giorno dopo Mario consegna per l'ultima volta la posta a Neruda, il quale vorrebbe offrirgli del denaro, ma Mario rifiuta, quindi i due si abbracciano e si salutano. Da quel giorno Mario inizia a scrivere poesie a propria volta e, non potendo più lavorare come postino non essendoci più nessun destinatario, aiuta la moglie in cucina all'osteria. Il tempo passa e Neruda viaggia da un capo all'altro del mondo per ricevere vari premi; Mario continua a seguire tutte le attività dell'amico, sperando che, passando dall'Italia, torni a trovarlo. Beatrice annuncia di essere rimasta incinta e Mario vorrebbe chiamare il figlio Pablito, in onore del poeta, anche se lei non è molto d'accordo.
Mario sente la mancanza del poeta e si rammarica dell'esito delle elezioni politiche, favorevole alla Democrazia Cristiana, partito di cui un esponente, il dottor Di Cosimo, ha conquistato i favori elettorali degli isolani avviando grandi lavori per un nuovo acquedotto per poi interromperli, e tali lavori hanno portato all'osteria una grande clientela, composta dagli operai dei cantieri, i quali non hanno perso occasione per corteggiare Beatrice; il protagonista è convinto che se Neruda fosse ancora lì le cose sarebbero andate diversamente. Un giorno Mario riceve una lettera che si rivela essere stata scritta da qualcun altro per conto del poeta, che chiede di spedirgli degli oggetti personali rimasti nella sua vecchia dimora sull'isola. Mario esegue l'incarico a malincuore e ne approfitta per utilizzare il vecchio registratore a nastro di Neruda, lasciato nella casa, per registrare alcuni suoni tipici dell'isola (tempo addietro, quando Neruda gli aveva chiesto di parlare di una cosa bella dell'isola nel microfono, in modo che gli amici cileni del poeta potessero sentirlo, era stato capace solo di pronunciare il nome di Beatrice).
Cinque anni dopo, Neruda e sua moglie tornano sull'isola ed entrano nell'osteria, dove incontrano un bambino di circa cinque anni che gioca; un attimo dopo compare anche la madre, che è Beatrice e chiama il figlio per nome, "Pablito". Beatrice spiega che purtroppo Mario, poco prima della nascita di Pablito, è rimasto ucciso in un pestaggio con la polizia durante una manifestazione politica, proprio quando avrebbe dovuto leggere una poesia che aveva composto. Beatrice fa ascoltare a Neruda per la prima volta la registrazione fatta da Mario, e Neruda ne rimane profondamente impressionato; l'amico scomparso e la natura dell'isola lasceranno nell'animo del poeta un ricordo indelebile.

## Produzione
Il postino è tratto dal romanzo Il postino di Neruda (1986) di Antonio Skármeta, che lo ridusse anche per il teatro (messo in scena al Festival di Asti 1989 con la regia di Luigi Pistilli).
Dopo aver letto il romanzo in questione, Troisi volle a tutti i costi comprarne i diritti per farne un adattamento cinematografico e affidò la regia della pellicola a Michael Radford, reduce da alcuni anni di inattività nel mondo del cinema dopo Orwell 1984 (1984), con Richard Burton, e Misfatto bianco (1987). Dopo una lunga fase di gestazione della sceneggiatura, durata dagli inizi del 1993 fino al giugno dello stesso anno, Troisi e Radford girarono alcune brevi scene preliminari a Pantelleria, per quanto il copione del film non fosse stato effettivamente completato.
L'inizio delle riprese, inizialmente previsto per settembre 1993, fu rimandato per un improvviso problema di salute che colpì Troisi: sofferente di seri problemi al cuore fin da neonato, l'attore campano fu obbligato dai medici statunitensi a effettuare un intervento cardiochirurgico urgente, il secondo per lui, in quanto la valvola artificiale che gli era stata innestata in America nel 1976 dal famoso cardiochirurgo Michael DeBakey si era completamente deteriorata. Durante l'operazione Troisi ebbe un infarto e i medici riuscirono solo fortunosamente a tenerlo in vita; ciò lo costrinse al rinvio delle riprese e a una lunga convalescenza, durante la quale gli venne consigliato un trapianto. Pur conoscendo la gravità del suo stato di salute, Troisi, coraggiosamente, preferì prolungare la convalescenza il più possibile e cominciare le riprese, programmando di svolgere il trapianto successivamente.
Partite definitivamente il 14 marzo 1994 a Cinecittà, le riprese durarono 12 settimane, con una sola interruzione a Pasqua. Si svolsero per le prime 5 settimane a Cinecittà, dal 18 aprile al 10 maggio a Salina, dall'11 al 23 maggio a Procida, dal 24 maggio al 3 giugno di nuovo a Cinecittà. L'ultimo ciak si svolse proprio a Cinecittà il 3 giugno; il giorno successivo Troisi morì, all'età di 41 anni, stroncato nel sonno da un infarto cardiaco conseguente a un episodio di febbre reumatica. 
Oltre a Troisi, al film prendono parte Philippe Noiret, attore francese che per il cinema italiano aveva già interpretato, tra gli altri, il personaggio di Giorgio Perozzi in Amici miei ed Amici miei - Atto II° di Mario Monicelli e il personaggio di Alfredo in Nuovo Cinema Paradiso di Giuseppe Tornatore, e Maria Grazia Cucinotta, lanciata nel mondo del cinema proprio con questo film. In alcune scene Troisi viene sostituito dalla controfigura Gerardo Ferrara. Ricordato per essere stato il film-testamento di Troisi, venne presentato al Festival di Venezia il 1º settembre 1994 e distribuito nelle sale italiane il successivo 22 settembre. Nelle sale americane venne distribuito il 14 giugno 1995, ottenendo il primo posto agli incassi italiani e un'ottima percentuale di critiche positive.

### Storia del film

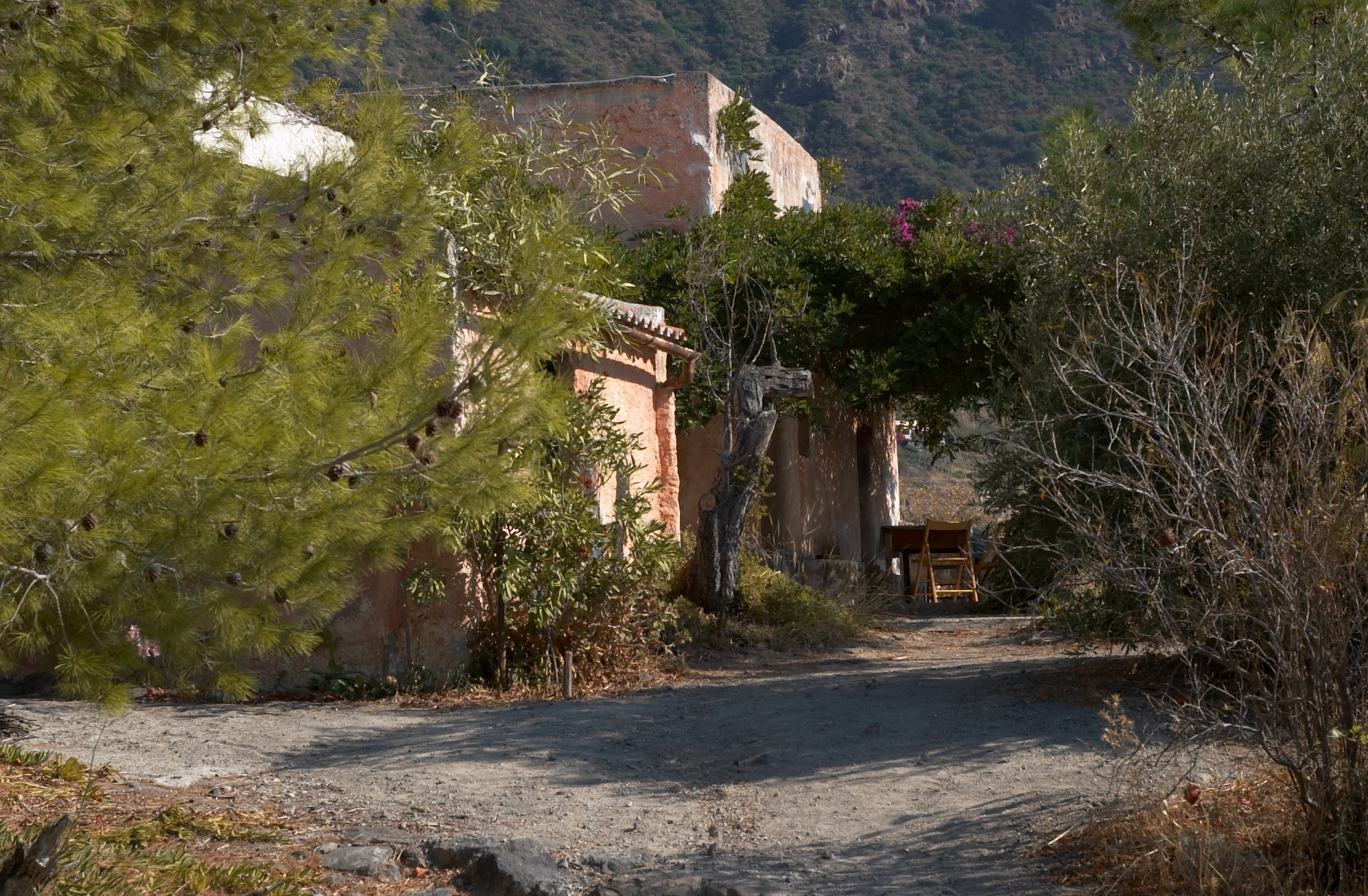
L'abitazione del poeta Neruda nel film si trova a Salina

Il film, ambientato nel 1952, tratta il periodo dell'esilio di Neruda in Italia e si svolge interamente in una piccola isola abitata da una comunità di pescatori analfabeti e totalmente dediti al loro mestiere e non collegata al continente da un acquedotto permanente, cosa che costringe gli isolani a raccogliere l'acqua in una cisterna rifornita tramite apposite navi. La storia adatta il romanzo di Skármeta, con alcune modifiche nella trama.
In questo contesto si mette in risalto la figura immaginaria di Mario Ruoppolo, un giovane postino che ha Neruda come unico destinatario della corrispondenza che consegna e che con quest'ultimo riesce ad ottenere un legame di amicizia molto forte e unito.

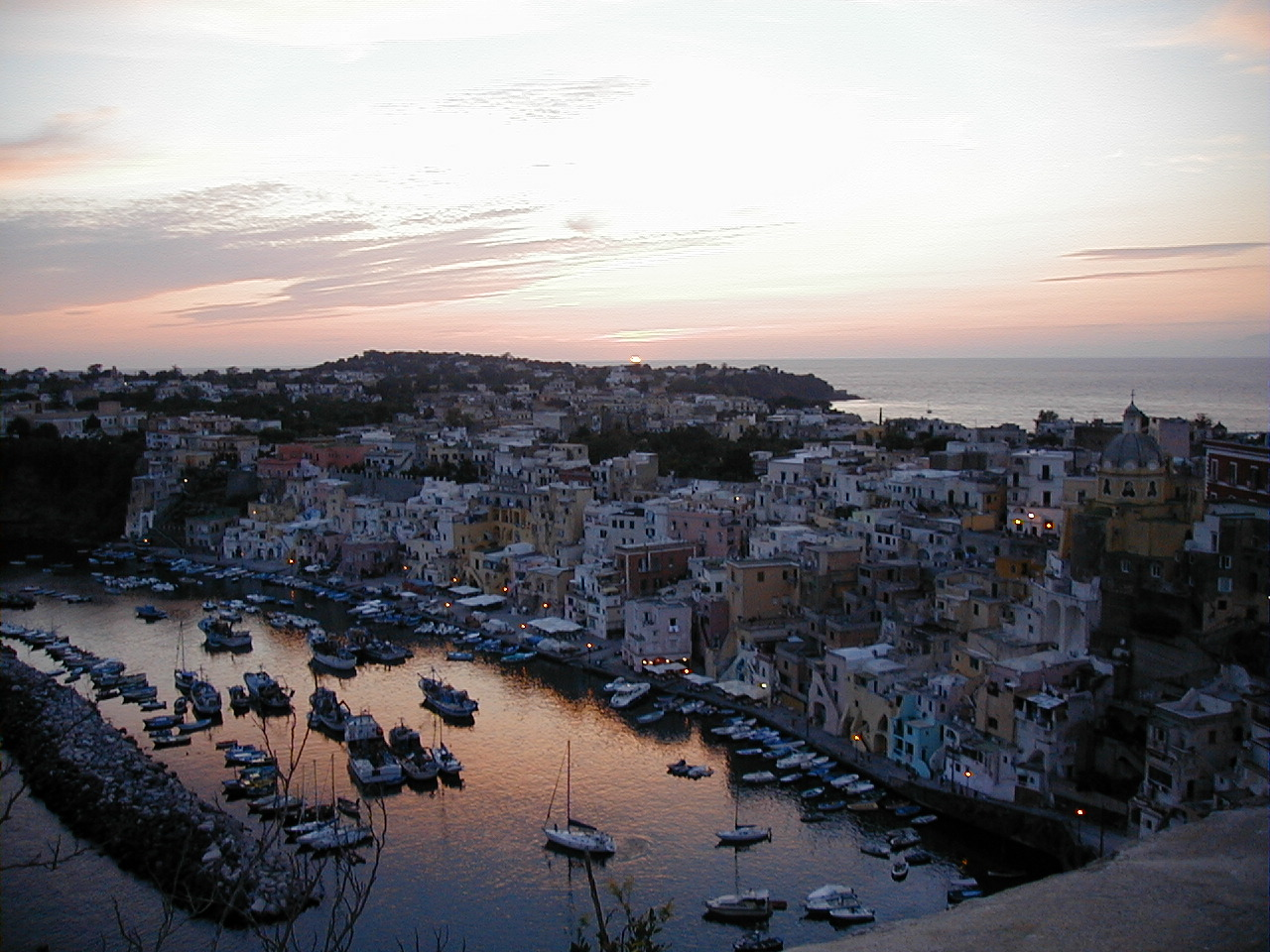
Procida, dove è stato girato in parte il film

Dopo aver letto il romanzo di Skármeta, Troisi decise di trasportare nel mondo della celluloide questa originale e poetica favola moderna, aggiungendo un tocco della sua tipica malinconia.
Troisi riesce a dare voce e anima al postino Mario, timido e impacciato, ma che a poco a poco diventa capace di "creare metafore", parola di cui prima ignorava il significato e che anzi lo spaventava al solo suono. Su richiesta specifica di Neruda, Mario suggerisce la definizione di "tristi" per le reti dei pescatori.

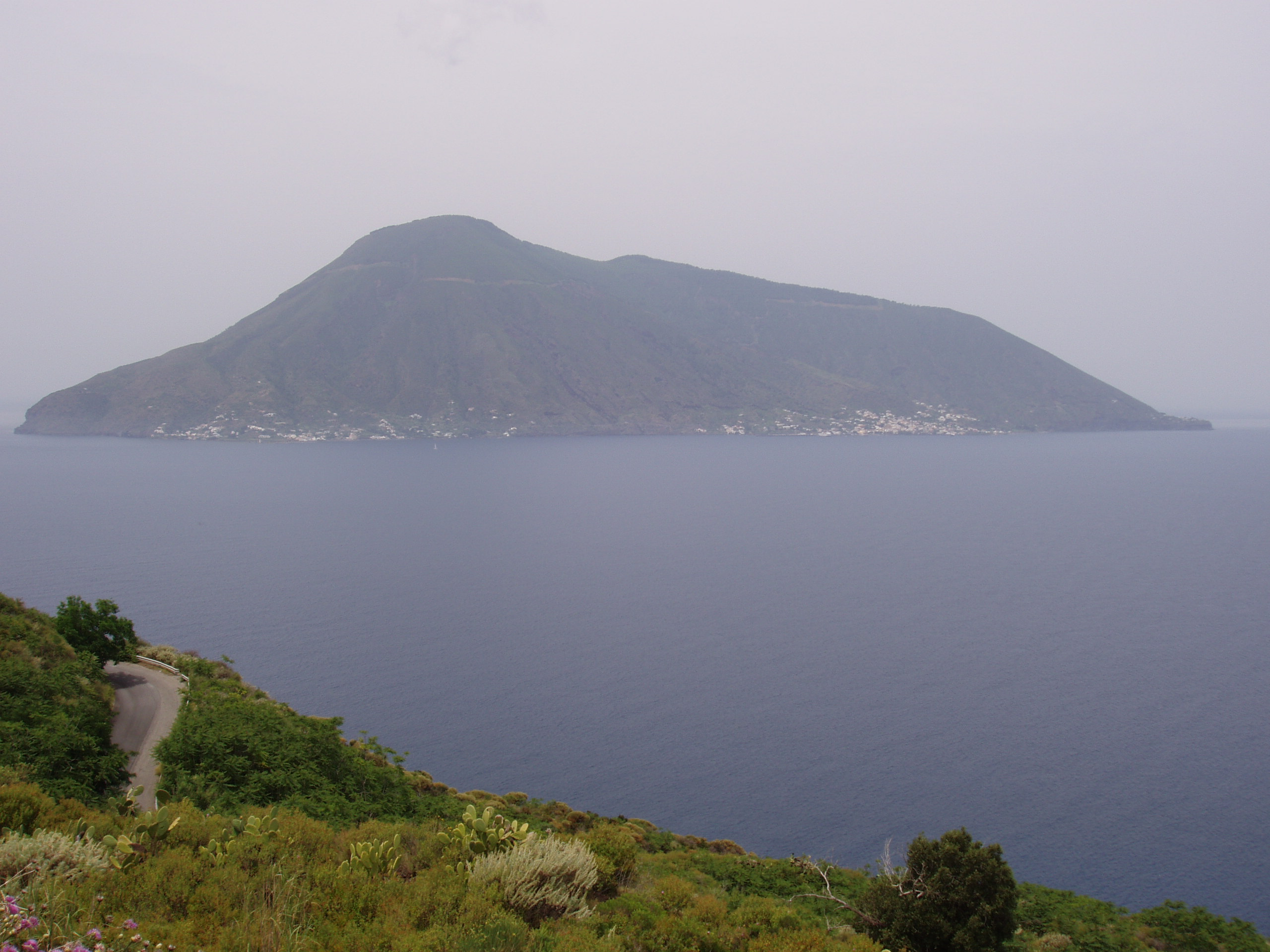
L'isola di Salina, dove è stato girato in parte il film

## Incassi
Gli incassi dell'ultimo film di Troisi hanno toccato in poche settimane una somma di circa 22000000 $, superando quelli guadagnati a suo tempo da Nuovo Cinema Paradiso di Giuseppe Tornatore. Comprendendo gli incassi raccolti in tutto il mondo, si è raggiunta la cifra di 80000000 $, fissando il nuovo record del maggiore incasso mai registrato, in tutto il mondo, per un film italiano.
Secondo dati aggiornati al 2014, Il postino detiene l'ottavo posto tra i film in lingua straniera di maggior successo negli Stati Uniti.
In Italia si classificò al 9º posto tra i primi 100 film di maggior incasso della stagione cinematografica 1994-95.

## Successo
Il film ha ottenuto 5 candidature agli Oscar 1996, quella come miglior film, miglior attore protagonista (Massimo Troisi), miglior regia (Michael Radford), miglior sceneggiatura non originale e miglior colonna sonora drammatica. Solo quest'ultima candidatura, tuttavia, si è tradotta nella conquista di una statuetta.
Ottiene, invece, un BAFTA al miglior regista e un BAFTA alla migliore colonna sonora e altri ambiti premi, tra cui un Critics' Choice Movie Award al miglior film straniero, il David di Donatello per il miglior montatore e un Nastro d'argento alla migliore colonna sonora.

## Critica
Come la maggior parte delle pellicole di Troisi, il film fu un successo di critica. Sean Connery e Roberto Benigni lo giudicarono uno dei migliori del genere, sia italiani sia europei.
(Roberto Benigni)
(Philippe Noiret al Premio Massimo Troisi)
(The Washington Times)
(The New York Times)
Il New York Times ha inserito la pellicola nella sua speciale classifica dei 1000 migliori film di sempre.

## Colonna sonora
La colonna sonora è di Luis Bacalov che vinse l'Oscar alla migliore colonna sonora.
È composta dalle seguenti tracce:
1. Il postino (titoli)
2. In bicicletta
3. Postino bambino
4. Beatrice
5. Metafore
6. Loved by Women
7. Il postino (trio version)
8. I suoni dell'isola
9. I sogni del postino
10. Pablito
11. Milonga del poeta
12. Madreselva
13. Il postino poeta
14. Il postino (harpsichord)
15. Il postino (guitar)
16. Despierta ya
17. Il postino

Nel 2013 Luis Bacalov ha riconosciuto a Sergio Endrigo, Riccardo Del Turco e Paolo Margheri la co-paternità delle musiche dopo una lunga querelle giudiziaria che aveva visto prevalere in Tribunale gli eredi di Endrigo, morto nel 2005.

## Riconoscimenti
- 1996 - Premio Oscar
  - Miglior colonna sonora a Luis Bacalov
  - Candidatura Miglior film a Mario Cecchi Gori, Vittorio Cecchi Gori e Gaetano Daniele
  - Candidatura Migliore regia a Michael Radford
  - Candidatura Miglior attore protagonista a Massimo Troisi
  - Candidatura Migliore sceneggiatura non originale a Massimo Troisi, Furio Scarpelli, Michael Radford, Anna Pavignano e Giacomo Scarpelli
- 1995 - David di Donatello
  - Miglior montaggio a Roberto Perpignani
  - Candidatura Miglior film a Massimo Troisi, Mario Cecchi Gori, Vittorio Cecchi Gori, Gaetano Daniele e Michael Radford
  - Candidatura Miglior attore protagonista a Massimo Troisi
  - Candidatura Miglior attore non protagonista a Philippe Noiret
  - Candidatura Migliore fotografia a Franco Di Giacomo
  - Candidatura Migliore colonna sonora a Luis Bacalov
- 1995 - Nastro d'argento
  - Migliore colonna sonora a Luis Bacalov
  - Premio speciale a Massimo Troisi
- 1996 - Screen Actors Guild Award
  - Nomination Miglior attore protagonista a Massimo Troisi
- 1995 - Ciak d'oro
  - Miglior film a Massimo Troisi, Michael Radford, Mario Cecchi Gori, Vittorio Cecchi Gori e Gaetano Daniele[6]
- 1996 - BAFTA Awards
  - Miglior film straniero
  - Miglior regia a Michael Radford
  - Migliore colonna sonora a Luis Bacalov
  - Candidatura Miglior attore protagonista a Massimo Troisi
  - Candidatura Migliore sceneggiatura non originale a Massimo Troisi, Furio Scarpelli, Michael Radford, Anna Pavignano e Giacomo Scarpelli
- 1995 - Los Angeles Film Critics Association Award
  - Candidatura Miglior film straniero a Michael Radford
- 1997 - Premio Lumière
  - Miglior film straniero
- 1996 - Chicago Film Critics Association Award
  - Miglior film straniero
- 1996 - Kansas City Film Critics Circle Award
  - Miglior film straniero

## Edizioni home video
Nel 2004 è uscita in Italia un'autorevole edizione in DVD, con un'intervista, il making of in inglese con sottotitoli, il dietro le quinte (con scene di prova inedite), il trailer originale statunitense, una galleria fotografica, e il cast completo con biografia e filmografia dettagliata.
Negli Stati Uniti d'America è uscito il DVD del film nella versione sottotitolata e in quella doppiata in inglese.